# 前田敦
前田 敦（まえだ あつし、1958年 - ）は、日本の建築家。一級建築士事務所前田敦計画工房の代表。
愛犬と暮らす家、愛猫と暮らす家、ペットと暮らす共生住宅の設計監理に積極的に取り組む。
山口県生まれ。1983年、日本大学大学院建築工学専攻博士前期課程修了。
株式会社圓建築設計事務所を経て、株式会社ユーピーエム八束はじめ建築計画室でチーフデザイナーになり、熊本アートポリスでプロジェクト・コーディネーターを務めたあと独立。
1991年有限会社建築倶楽部を創業し、住宅、診療施設、店舗、公共施設を中心に設計活動を展開し、1996年にはクリエイティブTOWN岡山の指名建築家として「健康の森・テニス施設」の計画を行う。
1996年に株式会社建築倶楽部に組織変更を行い、2001年に東京事務所を開設
2011年に前田敦計画工房と改め、愛犬家住宅の設計で、雑誌・TVで広く紹介されている。